# Woodstock (New York)
Woodstock è un comune degli Stati Uniti d'America, nella contea di Ulster, nello Stato di New York. Al 1º luglio 2019 ha una popolazione stimata in 5 767 abitanti.
Situata nella parte settentrionale della contea, Woodstock confina a sud-est con la città di Kingston e si trova ai margini del Catskill Park, nel cuore dei monti omonimi.
È conosciuta per aver dato il nome ad uno dei maggiori eventi musicali di ogni tempo, il Festival di Woodstock che si svolse nel 1969, peraltro in una località fuori città, Bethel, posta ad una settantina di chilometri di distanza.

## Geografia fisica
Secondo l'United States Census Bureau, la città ha una superficie di 175,8 km² di cui 0,9 km² di acque interne (ovvero lo 0,53%).

## Società

### Evoluzione demografica
In base al censimento del 2000, gli abitanti sono 6 241 con 2 946 unità abitative e 1 626 famiglie residenti. La densità della popolazione è di 35,7 abitanti per km².
Il reddito medio degli abitanti di questa città è di 49 217 dollari per abitazione e 65 938 per famiglia. Gli uomini hanno un reddito medio di 41 500 dollari contro i 33 672 delle donne. Il reddito procapite della città è di 32 133 dollari.
Il 10,2% della popolazione e il 6,9% delle famiglie vivono sotto la soglia di povertà, così come il 12,8% dei minori di diciotto anni e il 3,9% degli ultra sessantacinquenni.

## Sede di artisti
Woodstock è stata fondata nel 1829 ed è sede di una delle maggiori comunità attive di artisti del XIX e XX secolo, in particolare pittori appartenenti alla Hudson River School, conosciuti come artisti della colonia di Woodstock. Fra essi vi sono i pittori E. Charlton Fortune e Spencer Trask. È in virtù del suo prestigio di centro d'arte che nel 1969 si decise di tenervi il festival di musica e d'arte varia poi passato alla storia come festival di Woodstock.
La città di Woodstock è da tempo una sorta di mecca per artisti, musicisti, scrittori e il suo nome era in questo senso molto conosciuto prima ancora di essere legato al celebre festival del 1969. Non è forse casuale che la città abbia un cimitero degli artisti separato dal cimitero municipale. I festival del cinema e dell'arte che vi si tengono abitualmente richiamano grandi nomi del mondo della cultura. Sono centinaia i musicisti che si sono nel tempo recati a Woodstock per abitarvi o semplicemente a registrarvi i loro dischi.
Fu a Woodstock che il 29 agosto 1952 nella Maverick Concert Hall (una specie di grande fienile a sud della città) il pianista David Tudor realizzò la prima esecuzione dello storico 'pezzo silenzioso' 4'33" di John Cage. Bob Dylan ha avuto qui casa negli anni sessanta, abitando nella tenuta dell'allora suo manager Albert Grossman. Qui ebbe anche l'incidente motociclistico del 1966 che lo tenne a lungo lontano dalle scene narrato nel film biopic del 2007 I'm Not There.